# Arietellus giesbrechti
Arietellus giesbrechti är en kräftdjursart som beskrevs av Georg Ossian Sars 1905. Arietellus giesbrechti ingår i släktet Arietellus och familjen Arietellidae. Inga underarter finns listade i Catalogue of Life.